# Parque nacional Copo
El parque nacional Copo se ubica en el extremo noreste de la provincia de Santiago del Estero en Argentina. Abarca una superficie de 114 250 hectáreas (118 118 según el sitio de la Administración de Parques Nacionales) en el departamento Copo pertenecientes a la ecorregión Chaco Seco. El parque nacional Copo con una reserva provincial lindante suman 170 000 ha protegidas.

## Características generales
La región chaqueña cubre gran parte del norte y noreste de Argentina y tiene dos subregiones: el Chaco húmedo y el Chaco seco.
El parque nacional representa un área de conservación para el quebracho colorado santiagueño, cuyos bosques han sido talados en forma indiscriminada durante el siglo XX, para la obtención de madera y de tanino. Más del 80 % de los bosques de quebracho se perdieron debido a la tala y el pastoreo, que no permite su renovación. 
El clima del parque es tropical cálido, con mayores precipitaciones durante el verano y temperaturas veraniegas superiores a los 43 °C con escasas fuentes de agua.
No posee infraestructura para recibir visitantes, aunque se permite el acampe. Existen paradores en donde es posible alojarse. El guardaparque se halla en Los Pirpintos. 

### Fauna
El parque nacional protege especies animales en peligro de extinción, como el yaguareté, el tatú carreta, el oso hormiguero grande, el loro hablador y el chancho quimilero (un raro pecarí identificado en 1974, conocido así por alimentarse del fruto del quimil), el tamandúa u oso melero (un edentado, parecido al oso hormiguero pero más pequeño, vive en los árboles y se alimenta de insectos y de miel), monos, tucanes y guacamayos.
Si bien los pumas del Chaco húmedo se consideraban extinguidos, en 2000 se indicó su presencia en el parque nacional Río Pilcomayo, en sectores al oeste del área protegida y en zonas del este chaqueño. Es posible que se trate de especímenes en tránsito desde Paraguay.
La situación del yaguareté en esta provincia fitogeográfica es la menos conocida de todas. No existen grandes áreas protegidas interconectadas y menos aún correctamente implementadas. El ritmo del desmonte acompañado por una situación social al límite que en gran medida se abalanza hacia los cada vez más escasos bosques nativos en busca de recursos que generen ingresos para subsistir, como sucede en casi todas las áreas en donde aún es posible encontrar jaguares en Argentina.
Para contrarrestar la falta de conexión entre las áreas protegidas de la región, se está llevando adelante un proyecto para la creación de corredores de conservación en todo el Chaco argentino. Estos corredores disminuirán el nivel de aislamiento actual de las áreas protegidas, aportando así a la conservación de la biodiversidad y a su vez, mejorarán la calidad de vida de los habitantes de la región.
Uno de los corredores previstos unirá el parque nacional Copo con la reserva de biosfera Riacho Teuquito (81 000 ha), en la provincia de Formosa, incluyendo al parque natural provincial Fuerte Esperanza, el Parque Nacional El Impenetrable y al parque provincial Loro Hablador en la provincia del Chaco.

## Creación y legislación
Por decreto serie B n.º 1101/1968 de 16 de septiembre de 1968 el Gobierno de la provincia de Santiago del Estero creó la reserva natural integral Copo en un terreno fiscal con una superficie aproximada de 114 250 hectáreas. El 30 de junio de 1993 fue sancionada la ley n.º 5972 que convirtió la reserva natural integral en el parque provincial Copo, zonificándolo en tres zonas: intangible, de conservación y de turismo:

ARTICULO 1.- Conviértese en PARQUE PROVINCIAL COPO, la Reserva Natural Integral Copo, creada mediante Decreto del Poder Ejecutivo Serie B Nº 1.101 del 16 de septiembre de 1.968 de una superficie de 114/250 hectáreas, ubicada en el extremo NE del Departamento Copo, Provincia de Santiago del Estero.

El 10 de febrero de 1998 fue firmado un convenio entre la provincia de Santiago del Estero y la Administración de Parques Nacionales con el objetivo de establecer un acuerdo general de cooperación mutua y crear el parque nacional Copo y la reserva provincial Copo. El convenio fue
ratificado el 31 de marzo de 1998 mediante ley provincial n.º 6405:

ART. 1° — Apruébase el Convenio suscripto entre el Gobierno de la Provincia de Santiago del Estero, representado por el Gobernador de la Provincia y la Administración de Parques Nacionales representada por el Vicepresidente en ejercicio de la Presidencia del Directorio, con el objeto de crear el Parque Nacional Copo y la Reserva Provincial Copo, según proyecto del Banco Mundial, identificado como: AR-GE 39787.

La ley provincial n.º 6450 sancionada el del 9 de diciembre de 1998 autorizó al Poder Ejecutivo provincial a ceder a favor del Gobierno Nacional el dominio y jurisdicción sobre el territorio del parque provincial Copo:

ART. 1° — Autorízase al Poder Ejecutivo a disponer la cesión a favor del Gobierno Nacional, del dominio y jurisdicción provincial del inmueble que compone el actual Parque Provincial Copo, de acuerdo a lo establecido en la Ley Provincial N° 5972/93, que tiene como antecedente el Decreto Serie "B" N° 1101/68 y que se integra de una superficie total de ciento catorce mil doscientas cincuenta hectáreas (114.250 Ha.), para la creación del Parque Nacional Copo.

El territorio fue traspasado mediante el decreto serie A n.º 1008/1999 del Poder Ejecutivo provincial en 1999.
La ley nacional n.º 25366 sancionada el 22 de noviembre de 2000 y promulgada de hecho el 28 de diciembre de 2000 aprobó el convenio y aceptó la cesión de dominio y jurisdicción creando el parque nacional Copo:

ARTICULO 3° — Los límites del inmueble cuya cesión de jurisdicción y dominio se acepta son los siguientes: Este: Picada del límite interprovincial entre las provincias de Santiago del Estero y Chaco con orientación N-S, desde el vértice SE del Parque, con coordenadas 25° 58’ 41" de latitud Sur y 61° 42’ 42" de longitud Oeste, hasta el esquinero NO del Parque donde se localiza la Pirámide El Triunfo, con coordenadas 25° 39’ 28" de latitud Sur y 61° 42’ 44" de longitud Oeste. Norte: Picada de Olmos (Paralelo de San Miguel), límite interprovincial entre las provincias de Santiago del Estero y Chaco, con orientación E-O, a partir de la Pirámide El Triunfo hasta la intersección con la picada Balcanera, vértice NO del Parque, con coordenadas 25° 39’ 28.8" de latitud Sur y 61° 59’ 46" de longitud Oeste. Oeste: Huella de la picada Balcanera (que une la picada de Olmos con la localidad de Los Pirpintos), partiendo del esquinero NO del Parque desde la intersección con la picada Olmos, se orienta con azimut de 197° 40’ hacia el Sudoeste, hasta el vértice "A" (intermedio), con coordenadas 25° 53’ 26.4" de latitud Sur y 62° 04’ 33.5" de longitud Oeste. A partir del vértice "A" continúa con rumbo N-S, hasta el vértice SO del Parque, con coordenadas 25° 58’ 33.5" de latitud Sur y 62° 04’ 31" de longitud Oeste. Sur: Línea con orientación E-O que une el esquinero SO del Parque, con coordenadas 25° 58’ 33.5" de latitud Sur y 62° 04’ 31" de longitud Oeste hasta el vértice SE del Parque, con coordenadas 25° 58’ 41" de latitud Sur y 61° 42’ 42" de longitud Oeste, los cuales tienen su antecedente en los límites establecidos mediante la ley provincial N° 5972/93, de creación del Parque Provincial Copo, y el decreto serie "B" N° 1101/68 del Poder Ejecutivo provincial de creación de la Reserva Natural Integral Copo. Dichos límites podrán ser objeto de modificaciones como consecuencia de las operaciones técnicas de deslinde y mensura a efectuarse sobre el terreno.
 ARTICULO 5° — Habiéndose cumplido los extremos exigidos por los artículos 1°, 3° y concordantes de la Ley 22.351, créase el Parque Nacional "Copo", el cual, a partir de la promulgación de la presente, quedará sometido al régimen legal de los Parques Nacionales, Monumentos Naturales y Reservas Nacionales.

La ley provincial n.º 6601 de 18 de diciembre de 2002 creó la reserva forestal Copo, que por ley n.º 6843 sancionada el 6 de marzo de 2007 fue dividida en el parque provincial Copo de 67 675 ha y la reserva provincial Copo de 23 592 ha.

## Administración
Por resolución n.º 126/2011 de la Administración de Parques Nacionales de 19 de mayo de 2011 se dispuso que parque nacional encuadrara para los fines administrativos en la categoría áreas protegidas de complejidad III, por lo cual tiene a su frente un intendente designado, del que dependen 4 departamentos (Administración; Obras y Mantenimiento; Guardaparques Nacionales; Conservación y Uso Público) y la división de Despacho y Mesa de Entradas, Salidas, y Notificaciones. La sede de la intendencia se encuentra en construcción en la localidad de Pampa de los Guanacos.